# 黒木マリナ
黒木 マリナ（くろき マリナ、1988年9月26日 -  ）は、日本の元女優、元歌手。出身地：東京都世田谷区。血液型はA型。所属事務所はSRプロモーション→株式会社大越エンタープライズ。堀越高等学校卒業。
母は元アイドル、歌手の黒木真由美。父は元プロ野球選手で東郷証券の社長を務めた林泰宏。
主な代表作は『ミュージカル美少女戦士セーラームーン 』（月野うさぎ / セーラームーン）などがある。

## 来歴
2001年、ミュージカル『美少女戦士セーラームーン』の月野うさぎ / セーラームーン（4代目）役に抜擢され、当時12歳（中学1年生）から16歳まで主演を務めた。
2006年、テレビ東京系アニメ『おねがいマイメロディ 〜くるくるシャッフル!〜』のオープニングテーマ曲、『コイ♥クル』で歌手デビューを果たす。
2010年9月、前所属事務所であるSRプロモーションの解散に伴い、株式会社大越エンタープライズに移籍。
2022年、母・黒木真由美によって近況が明かされた。それによると、アメリカ・ニューヨークに渡り、英語を学びながらボイスレッスンを受けているとのこと。母とは別に暮らしているが、毎日FaceTimeを通じて話をしているという。

## 主な出演作品
※太字は主演

### テレビドラマ
- Pinkの遺伝子  第1話 - 2話、9話（2005年、テレビ東京系） - 主人公・ナツの友達 役
- あり得ない! 第5話（2010年2月10日、MBS） - 宮川クミコ 役

### テレビアニメ
- おねがいマイメロディ 〜くるくるシャッフル!〜　第35話 （2006年11月26日、テレビ東京系） - 上野あやね 役

### バラエティ
- ラブハリケーン III （2004年10月 - 2005年、MXTV）
- エンタ☆天国! （2005年4月 - 2006年3月、MXTV）
- 大進撃放送 BONZO! （2005年4月 - 同年終了、MXTV）

### ラジオ
- 黒木マリナ・ロコモコ横山の突撃!伊勢原マリナーズ!! （2005年、イセハラエフエム）

### 舞台
- DUMP　（2000年）
- ミュージカル  『美少女戦士セーラームーン 』 （2001年7月 - 2005年1月、於：サンシャイン劇場 他）  -  月野うさぎ / セーラームーン 役
  - 誕生! 暗黒のプリンセス ブラック・レディ
  - 誕生! 暗黒のプリンセス ブラック・レディ 【改訂版】 惑星ネメシスの謎
  - 10th ANNIVERSARY Festival
  - 無限学園 〜ミストレス・ラビリンス〜
  - 無限学園 〜ミストレス・ラビリンス〜【改訂版】
  - スターライツ・流星伝説
  - 火球王妃降臨
  - 新・かぐや島伝説
  - 新・かぐや島伝説 【改訂版】
- I2（アイツー） - 8月の桜の下で -　（2003年）
- Rock'n JAM Musical　（2005年2月4日 - 6日、於：日本青年館大ホール）
- ミュージカル  『森は生きている』（2005年 - 、於：アートスフィア 他） -  3月の精 役（2005年）、 女王 役 2006年 -）
- ミュージカル  『イーストウィックの魔女たち』 （2007年10月 - 、於：帝国劇場 他）  - ジェニファー・ガブリエル 役
- 中野ブロンディーズ（2008年3月12日 - 20日 於：スペース・ゼロ、2008年12月20日 - 25日 於：新国立劇場）- エリー 役
- ガラスの仮面（2008年8月8日 - 24日、於：彩の国さいたま芸術劇場大ホール 他） - 二ノ宮恵子 役
- 斜塔 〜シャトウ〜（2008年10月23日 - 11月2日、於：新国立劇場小劇場） - 黛琴美 役
- イタズラなKiss 〜恋の味方の学園伝説〜（2008年11月 - 12月、於：シアターサンモール） - 石川理美 役
- 恋愛戯曲（2009年2月、於：新宿SPACE107）
- 女信長（2009年6月5日 - 28日、於：青山劇場 他） - 織田信長 役
- DHE@stageプロデュース公演 『Love Musical』（2009年9月、於：AKASAKA RED THEATER） - 小笠原棗 役
- 「コントンクラブ image3」〜オムニバスギャグエンターテインメント〜 (2010年6月9日 - 13日、於:シアターサンモール)
- ガラスの仮面〜二人のヘレン〜 （2010年9月2日 - 9月5日、イオン化粧品 シアターBRAVA!）- 二ノ宮恵子 役
- 源氏物語×大黒摩季songs〜ボクは、十二単に恋をする〜（2010年10月27日 - 11月7日、天王洲 銀河劇場）- 朧月夜 役

## ディスコグラフィ

### シングル
1. コイ♥クル / ハレ☆ソラ （2006年4月26日発売、インデックス ミュージック）
  - コイ♥クル：テレビ東京系アニメ『おねがいマイメロディ 〜くるくるシャッフル!〜』オープニングテーマ曲
2. キリキリスー （2007年4月25日発売、インデックス ミュージック）
  - テレビ東京系アニメ『おねがいマイメロディ すっきり♪』オープニングテーマ曲

### 参加作品
- オトコのコでしょ
  - 『かのこん』ドラマCDエンディングテーマ曲（2007年3月28日発売、メディアファクトリー）

## 出版

### DVD
- バニラコレクション（12） 黒木マリナ（2002年7月20日発売、ビデオメーカー）
- 女神のChu! スペシャルエディション 黒木マリナ（2005年3月23日発売、バップ）
- マリナまにあ（2005年10月28日発売、マーレ）

### 写真集
- Marina （2002年7月20日発売、アクアハウス） ISBN 4860460510

### その他
- アニメブック　おねがいマイメロディ＆おねがいマイメロディくるくるシャッフル!　（2006年） - インタビュー掲載